# Französische Rugby-Union-Meisterschaft 1935/36
Die Saison 1935/36 war die 40. Austragung der französischen Rugby-Union-Meisterschaft (französisch Championnat de France de rugby à XV). Sie umfasste 42 Mannschaften in der ersten Division (heutige Top 14).
Die Meisterschaft begann mit der Gruppenphase, bei der in sechs Gruppen je sieben Mannschaften aufeinander trafen. Dabei zogen jeweils die Erst- und Zweitplatzierten direkt in die Finalphase ein, während die Drittplatzierten und die zwei besten Viertplatzierten eine Barrage um die weiteren Plätze in der Finalphase bestritten. Es folgten Achtel-, Viertel- und Halbfinale. Währenddessen trugen die Nichtqualifizierten der Gruppenphase ein Play-out um vier Abstiegsplätze aus. Im Endspiel, das am 10. Mai 1936 im Stade des Ponts-Jumeaux in Toulouse stattfand, trafen die zwei Halbfinalsieger aufeinander und spielten um den Bouclier de Brennus. Dabei setzte sich der RC Narbonne gegen die AS Montferrand durch und errang zum ersten Mal den Meistertitel.

## Gruppenphase
|    | Team                  | Siege | Unent. | Ndlg. | Spiel- punkte | Diff. | Tabellen- punkte |
| -- | --------------------- | ----- | ------ | ----- | ------------- | ----- | ---------------- |
| 1. | ASM Clermont Auvergne | 5     | 0      | 1     | 106:27        | + 79  | 16               |
| 2. | Biarritz Olympique    | 4     | 1      | 1     | 65:30         | + xx  | 15               |
| 3. | FC Lézignan           | 3     | 2      | 1     | xx:xx         | + xx  | 14               |
| 4. | RC Chalon             | 2     | 2      | 2     | xx:xx         | + xx  | 12               |
| 5. | Stade Nantais         | 3     | 0      | 3     | xx:xx         | − xx  | 12               |
| 6. | AS Tarbes             | 1     | 1      | 4     | xx:xx         | − xx  | 9                |
| 7. | SA Bordeaux           | 0     | 0      | 6     | xx:xx         | − xx  | 6                |

|    | Team               | Siege | Unent. | Ndlg. | Spiel- punkte | Diff. | Tabellen- punkte |
| -- | ------------------ | ----- | ------ | ----- | ------------- | ----- | ---------------- |
| 1. | USA Perpignan      | 6     | 0      | 0     | 51:12         | + 39  | 18               |
| 2. | Stade Toulousain   | 4     | 0      | 2     | 65:23         | + 42  | 14               |
| 3. | AS Bort-les-Orgues | 4     | 0      | 2     | 51:34         | + 17  | 14               |
| 4. | US Thuir           | 2     | 1      | 3     | 14:23         | − 9   | 11               |
| 5. | Lyon OU            | 2     | 0      | 4     | 29:36         | − 7   | 10               |
| 6. | FC Auch            | 2     | 0      | 4     | 21:54         | − 33  | 10               |
| 7. | CA Périgueux       | 0     | 1      | 5     | 9:58          | − 49  | 7                |

|    | Team                | Siege | Unent. | Ndlg. | Spiel- punkte | Diff. | Tabellen- punkte |
| -- | ------------------- | ----- | ------ | ----- | ------------- | ----- | ---------------- |
| 1. | RC Narbonne         | 5     | 0      | 1     | 56:12         | + 44  | 16               |
| 2. | Section Paloise     | 5     | 0      | 1     | 57:16         | + 41  | 16               |
| 3. | CS Vienne           | 4     | 0      | 2     | 29:12         | + 17  | 14               |
| 4. | Boucau Stade        | 3     | 0      | 3     | 25:32         | − 7   | 12               |
| 5. | SU Agen             | 3     | 0      | 3     | 16:32         | − 16  | 12               |
| 6. | CS Lons-le-Saulnier | 0     | 1      | 5     | 6:44          | − 38  | 7                |
| 7. | Stade Français      | 0     | 1      | 5     | 3:44          | − 41  | 7                |

|    | Team               | Siege | Unent. | Ndlg. | Spiel- punkte | Diff. | Tabellen- punkte |
| -- | ------------------ | ----- | ------ | ----- | ------------- | ----- | ---------------- |
| 1. | US Carcassonne     | 6     | 0      | 0     | 75:22         | + 53  | 18               |
| 2. | Stade Bordelais    | 3     | 2      | 1     | 55:21         | + 34  | 14               |
| 3. | AS Bayonne         | 3     | 2      | 1     | 35:29         | + 6   | 14               |
| 4. | Stadoceste Tarbais | 3     | 1      | 2     | 40:38         | + 2   | 13               |
| 5. | CA Bègles          | 2     | 1      | 3     | 42:23         | + 19  | 11               |
| 6. | Stade Pézenas      | 1     | 0      | 5     | 27:52         | − 25  | 8                |
| 7. | US Dax             | 0     | 0      | 6     | 10:99         | − 89  | 6                |

|    | Team                  | Siege | Unent. | Ndlg. | Spiel- punkte | Diff. | Tabellen- punkte |
| -- | --------------------- | ----- | ------ | ----- | ------------- | ----- | ---------------- |
| 1. | Aviron Bayonnais      | 6     | 0      | 0     | 109:25        | + 84  | 18               |
| 2. | CA Brive              | 5     | 0      | 1     | 43:17         | + 26  | 16               |
| 3. | Racing Club de France | 4     | 0      | 2     | 51:28         | + 23  | 14               |
| 4. | Stade Poitevin        | 2     | 1      | 3     | 36:43         | − 7   | 11               |
| 5. | FC Oloron             | 1     | 1      | 4     | 14:50         | − 36  | 9                |
| 6. | US La Teste           | 0     | 2      | 4     | 9:55          | − 46  | 8                |
| 7. | SC Albi               | 1     | 0      | 5     | 14:58         | − 44  | 8                |

|    | Team             | Siege | Unent. | Ndlg. | Spiel- punkte | Diff. | Tabellen- punkte |
| -- | ---------------- | ----- | ------ | ----- | ------------- | ----- | ---------------- |
| 1. | RC Toulon        | 5     | 0      | 4     | 57:17         | + 40  | 16               |
| 2. | AS Béziers       | 4     | 1      | 1     | 28:27         | + 1   | 15               |
| 3. | US Tyrosse       | 4     | 0      | 2     | 49:26         | + 23  | 14               |
| 4. | FC Grenoble      | 3     | 1      | 2     | 37:25         | + 12  | 13               |
| 5. | UA Gujan-Mestras | 2     | 0      | 4     | 18:37         | − 19  | 10               |
| 6. | AS Soustons      | 1     | 0      | 5     | 36:55         | − 19  | 8                |
| 7. | UA Libourne      | 1     | 0      | 5     | 27:65         | − 38  | 8                |

## Play-out um den Abstieg
Detailergebnisse nicht bekannt.

## Barrage
| Datum         | Begegnung                           | Ergebnis |
| ------------- | ----------------------------------- | -------- |
| 8. März 1936  | AS Bayonne – FC Lézignan            | 13:0     |
| 8. März 1936  | CS Vienne – AS Bort-les-Orgues      | 05:0     |
| 15. März 1936 | Racing Club de France – FC Grenoble | 12:5     |
| 15. März 1936 | Stadoceste Tarbais – US Tyrosse     | 10:6     |

## Finalphase

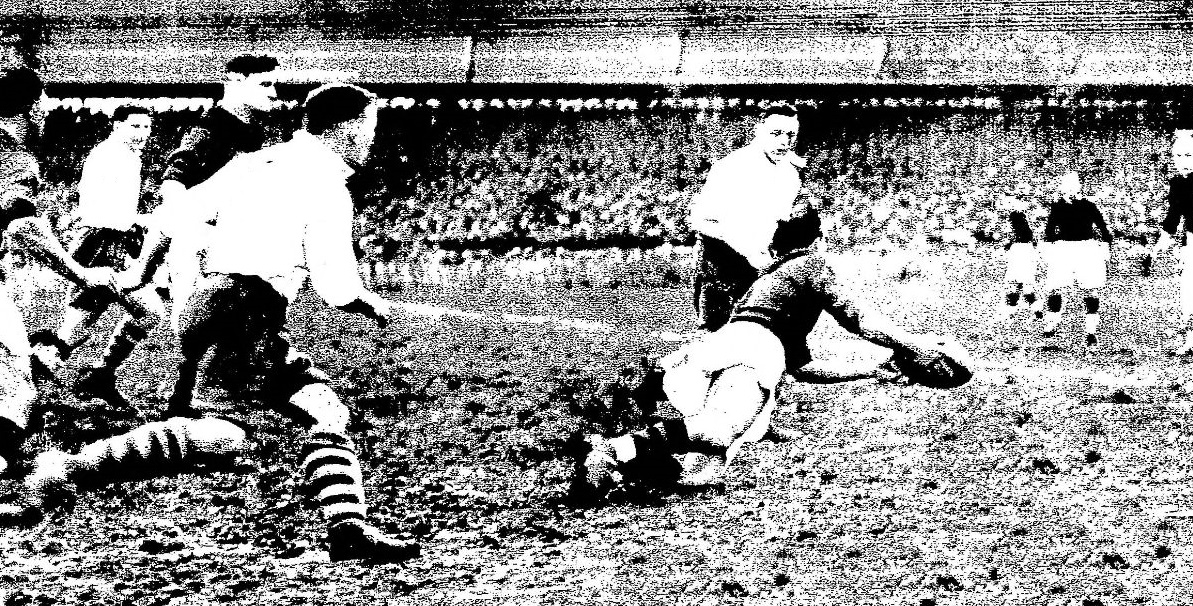
Spielszene im Meisterschaftsfinale

### Achtelfinale
| Datum         | Begegnung                              | Ergebnis |
| ------------- | -------------------------------------- | -------- |
| 15. März 1936 | RC Narbonne – Biarritz Olympique       | 08:8     |
| 15. März 1936 | RC Toulon – Stade Toulousain           | 03:0     |
| 15. März 1936 | AS Montferrand – Stade Bordelais       | 26:8     |
| 15. März 1936 | Aviron Bayonnais – CS Vienne           | 10:3     |
| 22. März 1936 | USA Perpignan – AS Bayonne             | 06:0     |
| 22. März 1936 | CA Brive – AS Béziers                  | 11:3     |
| 22. März 1936 | US Carcassonne – Racing Club de France | 13:3     |
| 22. März 1936 | Section Paloise – Stadoceste Tarbais   | 03:0     |

Wiederholungsspiel
| Datum         | Begegnung                        | Ergebnis |
| ------------- | -------------------------------- | -------- |
| 22. März 1936 | RC Narbonne – Biarritz Olympique | 6:5      |

### Viertelfinale
| Datum         | Begegnung                          | Ergebnis |
| ------------- | ---------------------------------- | -------- |
| 5. April 1936 | RC Narbonne – RC Toulon            | 10:06    |
| 5. April 1936 | USA Perpignan – CA Brive           | 19:0     |
| 5. April 1936 | AS Montferrand – US Carcassonne    | 22:18    |
| 5. April 1936 | Aviron Bayonnais – Section Paloise | 03:03    |

Wiederholungsspiel
| Datum          | Begegnung                          | Ergebnis |
| -------------- | ---------------------------------- | -------- |
| 12. April 1936 | Aviron Bayonnais – Section Paloise | 8:6      |

### Halbfinale
| Datum          | Begegnung                         | Ergebnis |
| -------------- | --------------------------------- | -------- |
| 19. April 1936 | RC Narbonne – USA Perpignan       | 03:0     |
| 19. April 1936 | AS Montferrand – Aviron Bayonnais | 10:3     |

### Finale
| 10. Mai 1936 | RC Narbonne                      | 6 : 3   | AS Montferrand          | Stade des Ponts-Jumeaux, Toulouse Zuschauer: 25.000 Schiedsrichter: Paul Faur |
| 10. Mai 1936 | Versuche: Vals (1) Ponsaillé (1) | Bericht | Straftritte: Thiers (1) | Stade des Ponts-Jumeaux, Toulouse Zuschauer: 25.000 Schiedsrichter: Paul Faur |

Aufstellungen
RC Narbonne: Marcellin Amiel, Joseph Arbona, Pierre Bouichou, Eugène Boyer, Roger Bricchi, Edouard Chavanon, Émile Clottes, Pierre Escaffre, Alexandre Iché, François Lombard, Raymond Ponsaillé, Marcel Raynaud, Albert Sangayrac, Fernand Toujas, Francis Vals
AS Montferrand: Marius Bellot, Jean Chassagne, Lucien Cognet, Élie Corporon, Louis Courtadon, Étienne Dupouy, Jean-Baptiste Julien, Roger Paul, Lucien Plumasson, Raoul Fradet, François Punsola, Aimé Rochon, Maurice Savy, Pierre Thiers, André Vesvre